# Charlene Rendina
Charlene Rendina (née Neighbour le 18 décembre 1947) est une athlète australienne  spécialiste du 400 mètres et du 800 mètres.

## Biographie
Lors de sa première compétition olympique à Munich, en 1972, Charlene Rendina améliore le record olympique en 51 s 94, se qualifiant pour la finale du 400 mètres où elle termine finalement à la sixième place en 51 s 99. Elle a également terminé sixième de l'épreuve du relais 4 × 400 m.
Aux Jeux du Commonwealth britannique de 1974, elle remporte la médaille d'or sur 800 m, la médaille de bronze sur 400 m, et la médaille d'argent au titre du 4 × 400 m.
Aux Jeux olympiques de 1976, elle est éliminée en demi-finale du 800 m, et se classe quatrième du relais 4 × 400 m.
Elle remporte 7 titres de championne d'Australie : cinq sur 800 m et 2 sur 400 m.
Son record personnel sur 800 mètres de 1 min 59 s 0, établi en 1976, est resté le record d'Australie pendant 43 ans et n'a été amélioré qu'en 2019 par Catriona Bisset.